# クラッシュ・バンディクー5 え〜っ クラッシュとコルテックスの野望?!?
『クラッシュ・バンディクー5 え〜っ クラッシュとコルテックスの野望?!?』（クラッシュ・バンディクーファイブ え〜っ クラッシュとコルテックスのやぼう?!?）は、ビベンディ ユニバーサル ゲームズが2004年12月9日に発売したPlayStation 2用のアクションアドベンチャーゲーム。クラッシュ・バンディクーシリーズの第5作。開発は、前作『クラッシュ・バンディクー4 さくれつ!魔神パワー』から引き続きトラベラーズテイルズが担当した。

## 概要
今作では、新たな悪であるエビル・ツインズに立ち向かうため、これまでの過去作で敵同士だったクラッシュとコルテックス、アクアクとウカウカが協力する。作中には、コルテックスが独白するシーンや、コルテックスを操作するステージがある。
タイトル画面では「3ねんまえ...」というテロップと共に、コルテックスとウカウカが前作でのエンディングと同じ構図で氷漬けになっている。作品内では、初代に登場した敵キャラやエピソード、歴代のボスキャラが再登場する。
「ステージ」や「ワープルーム」といったそれまでの作品で構築されていた概念が一新されている。4種類の広大なフィールドを探索するオープンワールド方式になり、ロード画面がほとんどなくなった。各フィールドは非常に長い1本道のような構造をしている。
BGMは全編に渡りコーラスが流れる仕様になっており、過去のシリーズとは雰囲気がかなり異なっている。
日本国外ではXbox版も発売された。

## ストーリー
クラッシュの暮らす島に双子のオウム・エビル・ツインズが乗り込んで来た。彼らはDr.ネオ・コルテックスを倒しクラッシュとその仲間達を支配下に入れ、世界を襲う野望を持っている。クラッシュはコルテックスと協力してエビル・ツインズを倒す為に冒険を始める。

## 登場キャラクター
ドクター ネオ・コルテックス
声 - 飯塚昭三、レックス・ラング
これまでのアクションシリーズ（１～４）では、必ずラスボスとして登場してきたコルテックスだが、今回は最初のボスとして登場。
アクアク
声 - 緒方賢一、メル・ウィンクラー
クラッシュを守ってくれる。
ドクター エヌ・トロピー
声 - 佐藤晴男、マイケル・エンサイン
今回のエヌ・トロピーはデザインが大きく変更されている。
マダム・アンバリー
声 - すずき紀子、スーザン・サイロ
『あくのパーティーだいハッスル』の最後に、ボスキャラとして登場。
ニーナ・コルテックス
声 - こおろぎさとみ（ラストシーンでのみ声を発する）、スーザン・サイロ
ストーリーの成り行きで、コルテックスは姪っ子ニーナの力を借りるべく『ワルワルスクール』へ向かう。
ココ・バンディクー
声 - 小暮英麻、デビ・デリーベリー
プレイヤーキャラとして操作する事はできない。
ドクター ネオ・コルテックス（少年時代）
声 - （クレジット無し）、デビ・デリーベリー
ウカウカ
声 - 大友龍三郎、アレックス・フェルナンデス
悪の親玉だが、クラッシュとコルテックスが手を組んだため、今回は協力的になる。
ディンゴダイル
声 - 飯島肇、ドワイト・シュルツ
最初は『ツギハギジャングル』で大勢の仲間と共に現れ、クラッシュへの復讐に燃える。
パプパプ
声 - 島香裕、ドワイト・シュルツ
『ブンブンだいこうげき』に登場。
ドクター エヌ・ジン
声 - 中多和宏、クィントン・フリン
ボスキャラとしてクラッシュと２回戦う事になる。
エビル・ツインズ ビクター
声 - 辻親八、クィントン・フリン
今回の黒幕で、ラスボス。
エビル・ツインズ モーリッツ
声 - 佐藤せつじ、クィントン・フリン
今回の黒幕で、ラスボス。
アーネスト・エミュー
声 - 佐藤晴男
『ブンブンだいこうげき』で、原住民から逃げ切った直後に登場する。
ウォーラス
声 - 飯島肇
『うみのうえのおおさわぎ』で、エヌ・ジンとの戦いに勝った直後に登場する。

## ステージ
今作には4つのエリアがあり、各エリアは3つのステージで構成されている。今までのシリーズ作と違って、本作はワープルームの概念がなく、全てのステージが一本道でつながっている。
また、シリーズで初めてステージ名に漢字が使用されている。

### ヘンテコドッキリ島
クラッシュ達やパプパプなどの原住民が住んでいる島。
ツギハギジャングルとブンブン大攻撃では、初代のジャングルステージを彷彿とさせる敵キャラやギミックが多く登場する。エビル・ツインズはこの島を破壊しようとしており、クラッシュは島を守るためにコルテックスと手を組む事になる。
ツギハギジャングル
ジャングルが舞台のステージ。ここではココ（の変装をしたコルテックス）が基本アクションを教えてくれる。また最後にコルテックス、およびエヌ・ジンの操縦するメカ・バンディクーと戦うことになる。ヘンテコドッキリ島で最初に訪れるステージ。
ありンコキリキリまいった!
クラッシュとコルテックスが、殴り合いの喧嘩をしながらゴロゴロと転がり、洞窟の中を進んでいく。
ちなみに、このステージに限りスイッチ箱ではなく「!ブロック（緑）」が配置されている箇所が一つだけ存在する。広い地下の洞窟で、エビル・ツインズが送り込んだ部下、エビル・アンツと遭遇する。
ブンブン大攻撃
前半ではコルテックスが蜂の大群に襲われてしまい、前を全く見ずに自動で前に進んでいく。コルテックスがハチに襲われて、原住民に捕まって、散々な目に遭う。コルテックスが進む道にあるバクダン箱等の障害物を除去し、安全を確保していく。途中から頭にハチの巣が被さったり、蜂蜜の匂いに誘われた熊に追いかけられたりする。この時には『熊蜂の飛行』を基にしたBGMが流れる。
中盤からは原住民の監視に気をつけて進み、原住民の村に捕まったコルテックスを助け出す。ちなみに、ここでは初代の「ふとっちょのパプパプ」と全く同じ部屋を見ることが出来る（椅子でパプパプが寝ているが、起きる事は無く攻撃してこない）。この時には『美しく青きドナウ』を基にしたBGMが流れる。
最後に4本腕の生きたトーテムポールであるティキモンと戦うことになる。

### ひょうざんラボ
クラッシュ達が2番目に訪れるエリア。現在コルテックスがアジトとしている氷山。浮かぶ足場やプロペラ、ベルトコンベアーなどがある。
サムサムアイスランド
研究所の正面ゲートが故障。島に設置された要塞が舞台。出入り口の鍵となるリモコンの故障により正面から入ることが出来ないため、浮いた足場や洞窟を通り、裏口へ回り込む。最後に、何故か氷に磔にされた形で封印されていたウカウカを救助し、誤解の末戦うことになる。
ツルスベコルテックス
コルテックスをスノボー代わりにして、雪山を滑り降りる強制スクロールステージ。山のふもとに停泊しているエヌ・ジンの海上要塞を目指す。
海の上の大騒ぎ
エヌ・ジンの船型の海上要塞が舞台。
序盤は大量のミサイルが貯蔵された区間を進む。中盤には浮遊する足場にいるエヌ・ジンを倒すことになるが、倒すと足場を浮かせているプロペラが壊れてしまい、クラッシュが足場ごと落ちてしまう。落ちた先では、生肉を求めて襲い掛かるコックのウォーラスから逃げなければならない。ここではシリーズ定番の無敵キャラに追いかけられる手前強制スクロールになる。この時には『フィンガルの洞窟』を基にしたBGMが流れる。
ウォーラスから逃げ切ると、爆弾箱が大量に設置された場所に到着し、さらには先ほどクラッシュと共に落下したエヌ・ジンが爆弾箱の上に頭から着地してしまい、爆発によって海上の氷のうえに飛ばされ、そこでエヌ・ブリオとエヌ・トロピーのタッグと戦うことになる。エヌ・ブリオは薬によって緑色のカエルのような怪物と化し、無敵となっているため、倒すべき相手はエヌ・トロピーである。エヌ・ブリオは跳ね回って押しつぶそうとし、エヌ・トロピーは足場をバラバラに砕き、更に音叉で殴ってくる。バラバラになった足場は乗っていると沈んでしまうため、すぐ他の足場に移る必要がある。

### ワルワルスクール
コルテックスの母校で、現在は姪のニーナが通っている。終盤に、コルテックスが8歳のときに（初代に登場した）「エヴォルヴォレイ」の最初の実験台としてビクターとモーリッツを使ったと思い出し、一人語りを行う場面がある。
レッツゴーボイラー
パイプにハマったマヌケなコルテックスを転がして、謎を解きながら進むステージ。ワルワルスクールの地下にあるボイラー室が舞台。時にはコルテックスがパイプにはまり、それを転がして進まなければならない。最後に『3』と同じように円形のステージでディンゴダイルと戦うことになる。
ディンゴダイルの足元には炎を噴出する装置があるためそのままでは近づけず、対するディンゴダイルは放物線を描く火炎弾や、溜めてから一直線に撃つ火炎弾、火炎放射で薙ぎ払う攻撃を行ってくる。
メチャクチャクラスルーム
ワルワルスクール校内を進む。最初はクラッシュで進んでいき、見張り番の監視やお掃除ロボットの妨害を潜り抜けていく。途中でクラッシュは飛行船に戻り、コルテックスと交代する。コルテックスで進む途中では、大量の虫に追いかけられる強制手前スクロールが存在する。最後はコルテックスがワルワルスクール校長であるマダム・アンバリーと戦う。
マダム・アンバリーとは巨大なパイプオルガンの上で戦い、マダム・アンバリーはパイプオルガンの蓋を開けて攻撃と移動の妨害を行って来る。
悪のパーティー大ハッスル
校舎の上が舞台で、ニーナが操作キャラクターとなる。途中でコルテックスの飛行船が固定用のワイヤーがスクールバスに絡まった状態で登場し、吊るされているスクールバスから逃げる。

### Wヘンテコドッキリ島
エビル・ツインズが支配している、十次元にあるもう1つのヘンテコドッキリ島。元のヘンテコドッキリ島とは似ても似つかない荒れた土地となっている。
ゴロゴロ　いわでゴー!
「ツルスベコルテックス」同様、コルテックスがスノーボードになって進んでいく強制スクロールステージ。ニーナを連れ去ったエビルクラッシュを追う。
すぐ目の前をエビルクラッシュがニーナをスノーボード代わりにして進んでおり、エビルクラッシュに触れるとダメージとなる。
なお、ゴールまでたどり着けばよく、必ずエビルクラッシュを見失ってはいけないわけではない。
ニセバンディクーを追え!
ニーナは助けたものの、今度はコルテックスがエビルクラッシュに追われる。ニーナをあきらめたエビルクラッシュは、今度はコルテックスを標的に定めて追いかける。「ブンブン大攻撃」と同様、エビルクラッシュに追われているコルテックスを、うまく障害物を破壊して進ませるステージ。ステージ名は「ニセバンディクーを追え!」だが、実際は逆に追いかけられるステージである。
バチバチありンコ地獄
ビクターとモーリッツの要塞が舞台で、ここではドアロックのカギとなるエネルギーボールを使用する場面が登場する。
最後にビクターとモーリッツが乗り込む4本足の巨大ロボットと、3段階に分けて戦うことになる。
1段階目はニーナを操作し、巨大ロボットの攻撃を避けつつ、周囲の浮いた足場の上に存在するエネルギーを破壊していく。
2段階目はコルテックスを操作し、ハサミからマシンガンとエネルギー砲に換装された両腕を、発射口を狙って撃ち、破壊する。
3段階目はクラッシュが最初のボスであるメカ・バンディクーを操作し、巨大ロボットのエネルギーの剣の攻撃を避けつつ、バリアの隙間をかいくぐってミサイルとエネルギー弾で攻撃する。体力を0にするとイベントが発生し、チェーンソーでトドメをさす。
ダイヤを全て集めると隠しステージに行ける。

## 携帯電話アプリ版
メディアソケットが経営するサイト「海外人気ゲーム」にて、本作をモデルとした携帯電話ゲーム『クラッシュ・バンディクー え〜っ クラッシュとコルテックスの野望?!?』がEZアプリ(BREW)、およびS!アプリ向けに配信された。
全編横スクロールで進行する。上段のクラッシュをコントロールし、下段のコルテックスとともに数々の仕掛けをクリアしゴールを目指していく。基本的な進め方は、本編の「ブンブン大攻撃」における横スクロールアクションと同様。
- EZアプリ - 2006年12月20日配信開始
- S!アプリ - 2007年1月17日配信開始

ステージ（計6つ）
- ジャングル1, 2, 3
- アイス1, 2, 3